# The Decalogue (nhạc phim)
The Decalogue là album nhạc nền cho vở ba lê cùng tên ra mắt năm 2017 của Justin Peck. Album do hai nghệ sĩ Timo Andres và Sufjan Stevens thực hiện. Album được Asthmatic Kitty phát hành vào ngày 18 tháng 10 năm 2019 và nhận về những phản hồi trái chiều từ các nhà phê bình âm nhạc. Đoàn ba lê New York City Ballet tổ chức công diễn ra mắt vở The Decalogue vào năm 2017.

## Tiếp nhận phê bình
| Đánh giá chuyên môn | Đánh giá chuyên môn |
| Nguồn đánh giá      | Nguồn đánh giá      |
| Nguồn               | Đánh giá            |
| ------------------- | ------------------- |
| AllMusic            | [ 2 ]               |
| Pitchfork           | 6,5/10              |

The Decalogue nhận được những đánh giá trái chiều từ các nhà phê bình âm nhạc. Mark Demming của AllMusic đánh giá album đạt 3 trên 5 sao và viết rằng "đôi lúc [người ta] có cảm giác rằng [bản thu âm] phần nào đó chưa được hoàn thiện lắm, đặc biệt là khi [nó] được trình bày dưới hình thức cơ bản như thế này[.] Nhưng những người hâm mộ trung thành [của Stevens] sẽ muốn lắng nghe album, và thật tốt khi được lắng nghe tài năng độc nhất này sẵn lòng nỗ lực vượt qua những ranh giới trong phong cách âm nhạc của anh". Noah Yoo của Pitchfork chấm album đạt điểm 6,5 trên 10 và tổng kết bài đánh giá của mình với nhận xét như sau: "The Decalogue là một món bảo vật nhỏ của Stevens[.] Tương tự như những tác phẩm Enjoy Your Rabbit và The BQE trước đó[,] [album này] tỏ ra hấp dẫn với những người hâm mộ cuồng nhiệt [của anh], [và là] một ghi chú nhỏ dễ thương ở cuối trang sách đối với những người khác".

## Danh sách bài hát
| STT              | Nhan đề          | Thời lượng |
| ---------------- | ---------------- | ---------- |
| 1.               | "I"              | 3:36       |
| 2.               | "II"             | 1:40       |
| 3.               | "III"            | 1:29       |
| 4.               | "IV"             | 3:04       |
| 5.               | "V"              | 2:37       |
| 6.               | "VI"             | 2:55       |
| 7.               | "VII"            | 3:01       |
| 8.               | "VIII"           | 3:01       |
| 9.               | "IX"             | 2:13       |
| 10.              | "X"              | 3:42       |
| Tổng thời lượng: | Tổng thời lượng: | 27:18      |

## Những người thực hiện
- Timo Andres – piano
- Sufjan Stevens – soạn nhạc